# Węgorz amerykański

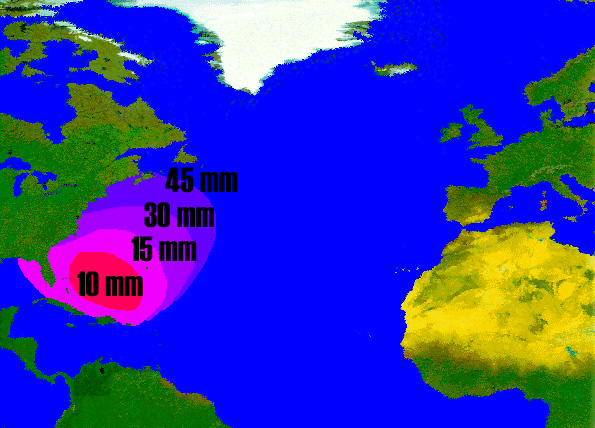
Dryfowanie narybku węgorza amerykańskiego do wód macierzystych. Liczby pokazują średnią wielkość larwy. W czerwonym polu zawarte jest miejsce tarła w Morzu Sargassowym

Węgorz amerykański (Anguilla rostrata) – gatunek ryby z rodziny węgorzowatych (Anguillidae).

## Występowanie
Od Grenlandii przez Ocean Atlantycki do Panamy.

## Opis
Osiąga do 152 cm długości. Samce są mniejsze od samic i osiągają długość do 120 cm.

## Odżywianie
Żywi się głównie fauną denną (bezkręgowce) i drobnymi rybami.

## Rozród
Jesienią dostają się do Morza Sargassowego i tam odbywają tarło.